# Titan IIID
O Titan IIID, foi um veículo de lançamento descartável de origem Norte americana. Fabricado pela Martin Marietta, foi uma derivação de dois estágios do Titan IIIC, otimizado para lançamentos em órbita terrestre baixa (LEO), com a remoçãodo Titan Transtage.
O Titan IIID, foi lançado 22 vezes, conduzindo os satélites KH-9 e KH-11 entre 1971 e 1982, quando foi 
substituído pelo modelo Titan 34D.